# Битва при Алалії

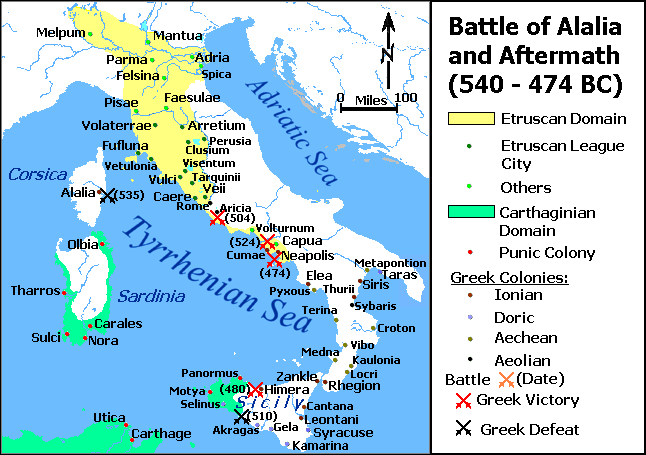
Битва при Алалії

Битва при Алалії — морська битва, що відбулась між флотом фокейців і об'єднаною флотилією Карфагена і етруського міста Цере біля міста Алалія на Корсиці у 535 р. до н. е.
Чисельна перевага була на боці пунійців і етрусків (120 кораблів проти 60). Флот фокейців був практично знищений: 40 суден потоплено, 20 — виведено з ладу. Попри те, що греки переконували, що перемога була на їхньому боці, — навіть Геродот іменує її «кадмовою», тобто такою, що не відрізнялася від поразки. Фокейці змушені були визнати Корсику володінням етрусків, відмовитися від Сардинії на користь Карфагена і евакуювати з островів (насамперед з Алалії) грецьких колоністів.